# شاخص پیشرفت اجتماعی

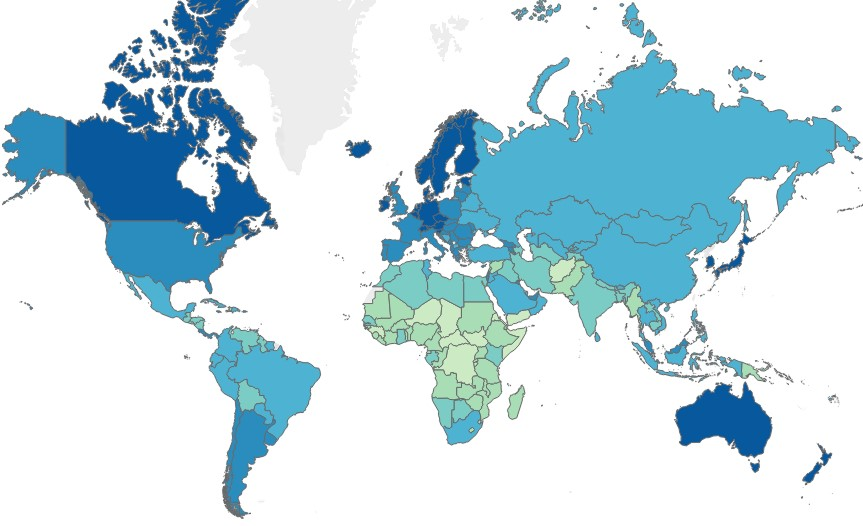
شاخص پیشرفت اجتماعی در سال ۲۰۲۲

شاخص پیشرفت اجتماعی (انگلیسی: Social Progress Index) (SPI) میزان تأمین نیازهای اجتماعی و زیست‌محیطی شهروندان توسط کشورها را اندازه‌گیری می‌کند. پنجاه و چهار شاخص در زمینه نیازهای اساسی انسان، مبانی رفاه و فرصت پیشرفت، عملکرد نسبی ملت‌ها را نشان می‌دهد. این فهرست توسط سازمان غیرانتفاعی Social Progress Imperative منتشر شده و براساس نوشته‌های آمارتیا سن، داگلاس نورث و جوزف استیگلیتز ساخته شده است. SPI با مشاهده مستقیم نتایج اجتماعی و زیست‌محیطی به جای عوامل اقتصادی، رفاه جامعه را اندازه‌گیری می‌کند. عوامل اجتماعی و محیطی شامل سلامتی (از جمله بهداشت، پناهگاه و بهداشت)، برابری، شمولیت، پایداری، آزادی و امنیت شخصی است.

## مقدمه و روش
این شاخص سه بعد را ترکیب می‌کند:
1. نیازهای اساسی انسان
2. مبانی رفاه
3. فرصت

هر بعد شامل چهار مولفه components است که هر یک از سه تا پنج شاخص نتیجه خاص تشکیل شده‌اند. شاخص‌های گنجانده شده به این دلیل انتخاب می‌شوند که به‌طور مناسب، با یک روش سازگار، توسط همان سازمان در کل (یا اساساً همه) کشورهای نمونه اندازه‌گیری می‌شوند. این چارچوب با هم، هدف آن جمع کردن طیف وسیعی از عوامل مرتبط به هم است که توسط ادبیات علمی و تجربه پزشک به عنوان زیربنای پیشرفت اجتماعی آشکار شده است.
دو ویژگی اصلی شاخص پیشرفت اجتماعی عبارتند از:
1. حذف متغیرهای اقتصادی
2. استفاده از معیارهای نتیجه به جای ورودی‌ها

Social Progress Imperative صدها شاخص احتمالی را هنگام تهیه شاخص پیشرفت اجتماعی ارزیابی کرد، از جمله درگیر کردن محققان در MIT برای تعیین اینکه چه شاخصهایی عملکرد ملتها را به بهترین وجه متمایز می‌کند. این فهرست هنگامی که داده‌های کافی در دسترس است یا نزدیکترین پروکسی ممکن است از معیارهای نتیجه استفاده می‌کند.

## رتبه‌بندی و امتیازها بر اساس کشور در ۲۰۲۰
Color key:
| Very high → | Tier 1 | Tier 2 | Tier 3 | Tier 4 | Tier 5 | Tier 6 | → Very low |
| کشور                                          | ۲۰۲۰ | ۲۰۲۰   | ۲۰۲۰                | ۲۰۲۰       | ۲۰۲۰  |
| کشور                                          | رتبه | امتیاز | نیازهای اساسی انسان | بنیاد رفاه | فرصت  |
| --------------------------------------------- | ---- | ------ | ------------------- | ---------- | ----- |
| نروژ                                          | ۱    | ۹۲٫۷۳  | ۹۶٫۸۵               | ۹۳٫۳۹      | ۸۷٫۹۵ |
| دانمارک                                       | ۲    | ۹۲٫۱۱  | ۹۶٫۱۱               | ۹۱٫۵۸      | ۸۸٫۶۶ |
| فنلاند                                        | ۳    | ۹۱٫۸۹  | ۹۶٫۲۲               | ۹۱٫۲۹      | ۸۸٫۱۵ |
| نیوزیلند                                      | ۴    | ۹۱٫۶۴  | ۹۷٫۲۲               | ۹۲٫۵۷      | ۸۵٫۱۳ |
| سوئد                                          | ۵    | ۹۱٫۶۲  | ۹۶٫۵۸               | ۹۱٫۰۳      | ۸۷٫۲۳ |
| سوئیس                                         | ۶    | ۹۱٫۴۲  | ۹۶٫۷۸               | ۹۱٫۹۹      | ۸۵٫۴۹ |
| کانادا                                        | ۷    | ۹۱٫۴۰  | ۹۷٫۰۳               | ۹۰٫۸۸      | ۸۶٫۳۱ |
| استرالیا                                      | ۸    | ۹۱٫۲۹  | ۹۷٫۲۵               | ۹۱٫۰۷      | ۸۵٫۵۵ |
| ایسلند                                        | ۹    | ۹۱٫۰۹  | ۹۸٫۰۷               | ۹۲٫۸۱      | ۸۲٫۳۹ |
| هلند                                          | ۱۰   | ۹۱٫۰۶  | ۹۶٫۴۸               | ۹۱٫۱۸      | ۸۵٫۵۳ |
| آلمان                                         | ۱۱   | ۹۰٫۵۶  | ۹۶٫۱۴               | ۸۹٫۰۲      | ۸۶٫۵۳ |
| جمهوری ایرلند                                 | ۱۲   | ۹۰٫۳۵  | ۹۶٫۳۲               | ۹۰٫۰۳      | ۸۴٫۷۰ |
| ژاپن                                          | ۱۳   | ۹۰٫۱۴  | ۹۷٫۷۸               | ۹۲٫۱۵      | ۸۰٫۵۰ |
| لوکزامبورگ                                    | ۱۴   | ۸۹٫۵۶  | ۹۵٫۷۲               | ۹۱٫۸۴      | ۸۱٫۱۳ |
| اتریش                                         | ۱۵   | ۸۹٫۵۰  | ۹۶٫۰۳               | ۹۱٫۸۴      | ۸۰٫۶۳ |
| بلژیک                                         | ۱۶   | ۸۹٫۴۶  | ۹۴٫۰۱               | ۸۹٫۳۰      | ۸۵٫۰۷ |
| کره جنوبی                                     | ۱۷   | ۸۹٫۰۶  | ۹۶٫۹۲               | ۹۰٫۱۲      | ۸۰٫۱۳ |
| فرانسه                                        | ۱۸   | ۸۸٫۷۸  | ۹۴٫۴۸               | ۹۰٫۷۸      | ۸۱٫۰۹ |
| اسپانیا                                       | ۱۹   | ۸۸٫۷۱  | ۹۵٫۲۷               | ۸۹٫۷۱      | ۸۱٫۱۵ |
| بریتانیا                                      | ۲۰   | ۸۸٫۵۴  | ۹۴٫۳۶               | ۹۰٫۲۱      | ۸۱٫۰۶ |
| پرتغال                                        | ۲۱   | ۸۷٫۷۹  | ۹۵٫۶۹               | ۸۸٫۱۲      | ۷۹٫۵۷ |
| اسلوونی                                       | ۲۲   | ۸۷٫۷۱  | ۹۵٫۶۲               | ۸۸٫۸۵      | ۷۸٫۶۴ |
| ایتالیا                                       | ۲۳   | ۸۷٫۳۶  | ۹۳٫۱۹               | ۸۸٫۵۹      | ۸۰٫۳۰ |
| استونی                                        | ۲۴   | ۸۷٫۲۶  | ۹۳٫۰۸               | ۹۱٫۵۰      | ۷۷٫۲۱ |
| جمهوری چک                                     | ۲۵   | ۸۶٫۶۹  | ۹۵٫۴۵               | ۸۶٫۷۹      | ۷۷٫۸۳ |
| قبرس                                          | ۲۶   | ۸۶٫۶۴  | ۹۳٫۴۰               | ۸۹٫۶۶      | ۷۶٫۸۴ |
| یونان                                         | ۲۷   | ۸۵٫۷۸  | ۹۳٫۷۸               | ۸۵٫۱۱      | ۷۸٫۴۶ |
| ایالات متحده آمریکا                           | ۲۸   | ۸۵٫۷۱  | ۹۲٫۰۸               | ۸۳٫۱۴      | ۸۱٫۸۹ |
| سنگاپور                                       | ۲۹   | ۸۵٫۴۶  | ۹۷٫۶۶               | ۸۶٫۱۳      | ۷۲٫۵۸ |
| مالت                                          | ۳۰   | ۸۴٫۸۹  | ۹۳٫۲۵               | ۸۷٫۹۸      | ۷۳٫۴۳ |
| لهستان                                        | ۳۱   | ۸۴٫۳۲  | ۹۴٫۴۴               | ۸۳٫۶۷      | ۷۴٫۸۶ |
| لیتوانی                                       | ۳۲   | ۸۳٫۹۷  | ۹۰٫۸۳               | ۸۳٫۷۷      | ۷۷٫۳۰ |
| اسرائیل                                       | ۳۳   | ۸۳٫۶۲  | ۹۳٫۴۳               | ۸۵٫۵۳      | ۷۱٫۸۹ |
| شیلی                                          | ۳۴   | ۸۳٫۳۴  | ۹۰٫۷۹               | ۸۱٫۸۷      | ۷۷٫۳۵ |
| لتونی                                         | ۳۵   | ۸۳٫۱۹  | ۹۰٫۷۴               | ۸۳٫۸۳      | ۷۴٫۹۹ |
| اسلواکی                                       | ۳۶   | ۸۳٫۱۵  | ۹۳٫۸۸               | ۸۲٫۹۸      | ۷۲٫۵۸ |
| کاستاریکا                                     | ۳۷   | ۸۳٫۰۱  | ۸۹٫۸۸               | ۸۴٫۶۲      | ۷۴٫۵۱ |
| اروگوئه                                       | ۳۸   | ۸۲٫۹۹  | ۸۸٫۶۴               | ۸۲٫۵۹      | ۷۷٫۷۴ |
| کرواسی                                        | ۳۹   | ۸۱٫۹۲  | ۹۱٫۲۹               | ۸۴٫۷۹      | ۶۹٫۶۹ |
| مجارستان                                      | ۴۰   | ۸۱٫۰۲  | ۹۲٫۱۰               | ۸۰٫۷۶      | ۷۰٫۱۹ |
| آرژانتین                                      | ۴۱   | ۸۰٫۶۶  | ۸۷٫۷۳               | ۸۰٫۰۵      | ۷۴٫۲۰ |
| باربادوس                                      | ۴۲   | ۸۰٫۵۰  | ۸۷٫۲۵               | ۸۰٫۰۸      | ۷۴٫۱۶ |
| بلغارستان                                     | ۴۳   | ۷۹٫۸۶  | ۹۰٫۸۸               | ۷۸٫۱۹      | ۷۰٫۵۱ |
| موریس                                         | ۴۴   | ۷۸٫۹۶  | ۹۰٫۹۰               | ۷۶٫۵۲      | ۶۹٫۴۷ |
| رومانی                                        | ۴۵   | ۷۸٫۳۵  | ۸۹٫۴۶               | ۷۸٫۰۴      | ۶۷٫۵۴ |
| کویت                                          | ۴۶   | ۷۷٫۴۷  | ۹۰٫۴۱               | ۸۱٫۶۷      | ۶۰٫۳۳ |
| بلاروس                                        | ۴۷   | ۷۷٫۰۰  | ۸۹٫۸۰               | ۷۶٫۸۳      | ۶۴٫۳۸ |
| مالزی                                         | ۴۸   | ۷۶٫۹۶  | ۸۸٫۷۷               | ۸۰٫۵۲      | ۶۱٫۵۹ |
| پاناما                                        | ۴۹   | ۷۶٫۵۵  | ۸۶٫۰۰               | ۷۹٫۸۳      | ۶۳٫۸۲ |
| ارمنستان                                      | ۵۰   | ۷۶٫۴۶  | ۸۷٫۹۱               | ۷۸٫۲۲      | ۶۳٫۲۴ |
| الگو:Country data Trinidad                    | ۵۱   | ۷۶٫۳۳  | ۸۲٫۳۲               | ۷۸٫۱۸      | ۶۸٫۴۸ |
| صربستان                                       | ۵۲   | ۷۵٫۵۴  | ۸۷٫۵۳               | ۷۵٫۱۹      | ۶۳٫۹۰ |
| اکوادور                                       | ۵۳   | ۷۵٫۴۵  | ۸۴٫۳۵               | ۷۹٫۴۵      | ۶۲٫۵۵ |
| آلبانی                                        | ۵۴   | ۷۵٫۴۱  | ۸۶٫۹۲               | ۸۲٫۷۱      | ۵۶٫۶۰ |
| تونس                                          | ۵۵   | ۷۵٫۰۲  | ۸۵٫۵۶               | ۷۱٫۲۹      | ۶۸٫۱۹ |
| گرجستان                                       | ۵۶   | ۷۴٫۸۵  | ۸۳٫۷۹               | ۷۷٫۱۴      | ۶۳٫۶۴ |
| جامائیکا                                      | ۵۷   | ۷۴٫۷۵  | ۷۹٫۳۴               | ۷۴٫۴۴      | ۷۰٫۴۷ |
| مونته‌نگرو                                     | ۵۸   | ۷۴٫۴۲  | ۸۶٫۱۸               | ۷۷٫۹۶      | ۵۹٫۱۲ |
| پرو                                           | ۵۹   | ۷۴٫۲۲  | ۸۲٫۴۶               | ۷۸٫۵۰      | ۶۱٫۶۹ |
| کلمبیا                                        | ۶۰   | ۷۴٫۰۰  | ۸۳٫۳۱               | ۸۰٫۰۹      | ۵۸٫۵۹ |
| برزیل                                         | ۶۱   | ۷۳٫۹۱  | ۸۲٫۶۹               | ۷۶٫۵۹      | ۶۲٫۴۶ |
| مکزیک                                         | ۶۲   | ۷۳٫۵۲  | ۸۲٫۵۴               | ۷۴٫۶۷      | ۶۳٫۳۶ |
| اوکراین                                       | ۶۳   | ۷۳٫۳۸  | ۸۳٫۳۶               | ۷۱٫۹۷      | ۶۴٫۷۹ |
| سری‌لانکا                                      | ۶۴   | ۷۳٫۲۰  | ۸۱٫۸۹               | ۸۰٫۳۳      | ۵۷٫۳۹ |
| الگو:Country data Republic of North Macedonia | ۶۵   | ۷۳٫۱۶  | ۸۸٫۱۵               | ۷۵٫۰۶      | ۵۶٫۲۵ |
| بوسنی و هرزگوین                               | ۶۶   | ۷۲٫۷۴  | ۸۶٫۴۱               | ۷۴٫۰۸      | ۵۷٫۷۲ |
| قزاقستان                                      | ۶۷   | ۷۲٫۶۶  | ۸۵٫۶۰               | ۷۶٫۱۳      | ۵۶٫۲۴ |
| مولدووا                                       | ۶۸   | ۷۲٫۵۸  | ۸۳٫۳۲               | ۷۵٫۴۲      | ۵۹٫۰۲ |
| روسیه                                         | ۶۹   | ۷۲٫۵۶  | ۸۴٫۰۵               | ۷۴٫۱۸      | ۵۹٫۴۴ |
| پاراگوئه                                      | ۷۰   | ۷۲٫۴۸  | ۸۳٫۸۷               | ۷۵٫۵۰      | ۵۸٫۰۹ |
| کیپ ورد                                       | ۷۱   | ۷۲٫۰۵  | ۸۰٫۱۵               | ۷۰٫۶۹      | ۶۵٫۳۱ |
| کوبا                                          | ۷۲   | ۷۱٫۵۲  | ۸۶٫۲۰               | ۷۱٫۸۶      | ۵۶٫۵۱ |
| اردن                                          | ۷۳   | ۷۱٫۵۰  | ۸۹٫۳۵               | ۶۹٫۶۱      | ۵۵٫۵۴ |
| عمان                                          | ۷۴   | ۷۱٫۴۱  | ۸۷٫۳۸               | ۷۲٫۳۳      | ۵۴٫۵۲ |
| سورینام                                       | ۷۵   | ۷۱٫۱۲  | ۸۲٫۸۲               | ۶۹٫۰۶      | ۶۱٫۴۸ |
| مغولستان                                      | ۷۶   | ۷۱٫۰۷  | ۷۷٫۴۲               | ۷۱٫۲۷      | ۶۴٫۵۲ |
| جمهوری دومینیکن                               | ۷۷   | ۷۱٫۰۵  | ۷۸٫۶۹               | ۷۴٫۹۹      | ۵۹٫۴۸ |
| مالدیو                                        | ۷۸   | ۷۰٫۸۱  | ۸۶٫۴۰               | ۷۴٫۶۵      | ۵۱٫۳۸ |
| تایلند                                        | ۷۹   | ۷۰٫۷۲  | ۸۰٫۸۹               | ۷۵٫۴۴      | ۵۵٫۸۳ |
| امارات متحده عربی                             | ۸۰   | ۷۰٫۶۰  | ۸۶٫۸۰               | ۷۱٫۶۳      | ۵۳٫۳۸ |
| قطر                                           | ۸۱   | ۷۰٫۵۸  | ۹۰٫۴۰               | ۷۲٫۱۰      | ۴۹٫۲۳ |
| آفریقای جنوبی                                 | ۸۲   | ۷۰٫۲۶  | ۷۳٫۳۵               | ۶۹٫۲۸      | ۶۸٫۱۴ |
| الجزایر                                       | ۸۳   | ۶۹٫۹۲  | ۸۷٫۶۹               | ۶۶٫۰۵      | ۵۶٫۰۲ |
| اندونزی                                       | ۸۴   | ۶۹٫۴۹  | ۷۹٫۷۹               | ۶۸٫۷۶      | ۵۹٫۹۲ |
| لبنان                                         | ۸۵   | ۶۹٫۳۷  | ۸۴٫۳۲               | ۶۷٫۱۴      | ۵۶٫۶۳ |
| بوتسوانا                                      | ۸۶   | ۶۹٫۳۶  | ۷۱٫۴۸               | ۷۴٫۲۴      | ۶۲٫۳۶ |
| بولیوی                                        | ۸۷   | ۶۹٫۲۳  | ۸۲٫۲۶               | ۶۹٫۲۰      | ۵۶٫۲۴ |
| ویتنام                                        | ۸۸   | ۶۸٫۸۵  | ۸۲٫۰۳               | ۷۲٫۳۱      | ۵۲٫۲۳ |
| قرقیزستان                                     | ۸۹   | ۶۸٫۶۵  | ۸۰٫۱۷               | ۷۲٫۷۲      | ۵۳٫۰۴ |
| فیجی                                          | ۹۰   | ۶۸٫۴۲  | ۸۰٫۲۸               | ۶۶٫۳۳      | ۵۸٫۶۵ |
| بوتان (کشور)                                  | ۹۱   | ۶۸٫۳۴  | ۸۲٫۰۲               | ۶۵٫۹۰      | ۵۷٫۰۹ |
| ترکیه                                         | ۹۲   | ۶۸٫۲۷  | ۸۵٫۲۰               | ۶۷٫۴۷      | ۵۲٫۱۴ |
| ایران                                         | ۹۳   | ۶۷٫۴۹  | ۸۵٫۲۵               | ۶۸٫۸۶      | ۴۸٫۳۵ |
| السالوادور                                    | ۹۴   | ۶۷٫۲۵  | ۷۷٫۶۲               | ۶۸٫۸۷      | ۵۵٫۲۶ |
| نامیبیا                                       | ۹۵   | ۶۷٫۱۴  | ۶۷٫۲۹               | ۷۰٫۹۲      | ۶۳٫۲۱ |
| گویان                                         | ۹۶   | ۶۶٫۹۵  | ۷۷٫۱۰               | ۶۴٫۷۴      | ۵۸٫۹۹ |
| مراکش                                         | ۹۷   | ۶۶٫۹۰  | ۸۴٫۷۸               | ۶۴٫۵۰      | ۵۱٫۴۳ |
| فیلیپین                                       | ۹۸   | ۶۶٫۶۲  | ۷۰٫۷۴               | ۷۱٫۲۴      | ۵۷٫۸۷ |
| بحرین                                         | ۹۹   | ۶۶٫۶۰  | ۸۶٫۳۴               | ۶۹٫۶۰      | ۴۳٫۸۶ |
| چین                                           | ۱۰۰  | ۶۶٫۱۲  | ۸۲٫۹۳               | ۶۴٫۷۹      | ۵۰٫۶۳ |
| عربستان سعودی                                 | ۱۰۱  | ۶۵٫۰۶  | ۸۴٫۵۴               | ۶۷٫۶۴      | ۴۳٫۰۲ |
| ازبکستان                                      | ۱۰۲  | ۶۴٫۹۸  | ۸۰٫۳۵               | ۶۴٫۶۵      | ۴۹٫۹۴ |
| غنا                                           | ۱۰۳  | ۶۴٫۸۶  | ۶۵٫۱۹               | ۶۸٫۰۴      | ۶۱٫۳۵ |
| جمهوری آذربایجان                              | ۱۰۴  | ۶۴٫۱۱  | ۸۳٫۴۰               | ۶۷٫۶۲      | ۴۱٫۳۲ |
| نیکاراگوئه                                    | ۱۰۵  | ۶۴٫۰۲  | ۷۵٫۰۹               | ۷۲٫۸۳      | ۴۴٫۱۳ |
| گابن                                          | ۱۰۶  | ۶۳٫۹۳  | ۷۳٫۳۱               | ۶۲٫۷۸      | ۵۵٫۷۱ |
| عراق                                          | ۱۰۷  | ۶۳٫۵۲  | ۷۸٫۰۶               | ۶۳٫۱۹      | ۴۹٫۳۱ |
| هندوراس                                       | ۱۰۸  | ۶۲٫۴۱  | ۷۳٫۷۲               | ۶۶٫۳۸      | ۴۷٫۱۲ |
| گواتمالا                                      | ۱۰۹  | ۶۱٫۶۷  | ۶۸٫۳۲               | ۷۱٫۳۳      | ۴۵٫۳۵ |
| تیمور شرقی                                    | ۱۱۰  | ۶۱٫۰۸  | ۶۳٫۸۴               | ۶۶٫۸۸      | ۵۲٫۵۳ |
| سنگال                                         | ۱۱۱  | ۶۰٫۰۴  | ۶۶٫۲۰               | ۶۱٫۱۷      | ۵۲٫۷۶ |
| مصر                                           | ۱۱۲  | ۵۹٫۹۸  | ۷۹٫۴۱               | ۵۱٫۵۵      | ۴۸٫۹۸ |
| ترکمنستان                                     | ۱۱۳  | ۵۸٫۳۵  | ۸۳٫۱۸               | ۵۹٫۸۴      | ۳۲٫۰۵ |
| نپال                                          | ۱۱۴  | ۵۷٫۶۰  | ۶۷٫۵۹               | ۵۳٫۴۳      | ۵۱٫۷۹ |
| کنیا                                          | ۱۱۵  | ۵۷٫۱۰  | ۵۵٫۹۷               | ۶۴٫۶۰      | ۵۰٫۷۴ |
| تاجیکستان                                     | ۱۱۶  | ۵۶٫۹۹  | ۷۶٫۸۱               | ۵۹٫۹۴      | ۳۴٫۲۲ |
| هند                                           | ۱۱۷  | ۵۶٫۸۰  | ۶۶٫۲۴               | ۵۰٫۱۵      | ۵۴٫۰۱ |
| کامبوج                                        | ۱۱۸  | ۵۶٫۲۷  | ۶۷٫۲۷               | ۶۲٫۰۹      | ۳۹٫۴۳ |
| تانزانیا                                      | ۱۱۹  | ۵۶٫۲۰  | ۵۶٫۲۶               | ۶۲٫۹۱      | ۴۹٫۴۲ |
| میانمار                                       | ۱۲۰  | ۵۵٫۹۹  | ۶۴٫۶۱               | ۵۹٫۲۷      | ۴۴٫۱۰ |
| بنین                                          | ۱۲۱  | ۵۵٫۵۶  | ۵۱٫۹۴               | ۶۰٫۹۷      | ۵۳٫۷۷ |
| زامبیا                                        | ۱۲۲  | ۵۵٫۳۴  | ۵۶٫۰۹               | ۵۹٫۹۴      | ۴۹٫۹۹ |
| بنگلادش                                       | ۱۲۳  | ۵۵٫۲۳  | ۶۴٫۱۸               | ۵۹٫۷۵      | ۴۱٫۷۶ |
| گامبیا                                        | ۱۲۴  | ۵۵٫۱۰  | ۵۷٫۱۶               | ۵۵٫۹۸      | ۵۲٫۱۵ |
| رواندا                                        | ۱۲۵  | ۵۴٫۱۳  | ۵۴٫۵۲               | ۶۲٫۶۵      | ۴۵٫۲۱ |
| مالاوی                                        | ۱۲۶  | ۵۴٫۰۷  | ۵۳٫۶۰               | ۵۹٫۵۸      | ۴۹٫۰۲ |
| لسوتو                                         | ۱۲۷  | ۵۳٫۸۰  | ۴۴٫۳۳               | ۶۰٫۰۵      | ۵۷٫۰۲ |
| ساحل عاج                                      | ۱۲۸  | ۵۳٫۵۹  | ۵۵٫۳۶               | ۶۱٫۵۲      | ۴۳٫۸۹ |
| توگو                                          | ۱۲۹  | ۵۳٫۰۵  | ۵۰٫۸۰               | ۶۰٫۵۱      | ۴۷٫۸۴ |
| اوگاندا                                       | ۱۳۰  | ۵۲٫۹۸  | ۵۳٫۶۷               | ۵۹٫۲۰      | ۴۶٫۰۸ |
| اسواتینی                                      | ۱۳۱  | ۵۲٫۹۲  | ۶۰٫۲۵               | ۵۹٫۰۳      | ۳۹٫۴۸ |
| زیمبابوه                                      | ۱۳۲  | ۵۲٫۲۶  | ۵۱٫۴۰               | ۶۴٫۴۸      | ۴۰٫۸۸ |
| لائوس                                         | ۱۳۳  | ۵۱٫۸۰  | ۶۲٫۶۴               | ۵۵٫۱۸      | ۳۷٫۵۸ |
| سیرالئون                                      | ۱۳۴  | ۵۱٫۷۴  | ۴۷٫۰۰               | ۵۸٫۱۵      | ۵۰٫۰۷ |
| لیبریا                                        | ۱۳۵  | ۵۱٫۳۷  | ۴۷٫۷۵               | ۵۲٫۴۲      | ۵۳٫۹۴ |
| نیجریه                                        | ۱۳۶  | ۵۱٫۳۱  | ۵۰٫۸۲               | ۵۷٫۴۷      | ۴۵٫۶۴ |
| کامرون                                        | ۱۳۷  | ۵۱٫۲۹  | ۵۶٫۳۱               | ۵۴٫۲۰      | ۴۳٫۳۶ |
| گینه استوایی                                  | ۱۳۸  | ۵۰٫۰۸  | ۶۲٫۹۷               | ۵۰٫۸۲      | ۳۶٫۴۵ |
| کره شمالی                                     | ۱۳۹  | ۵۰٫۰۱  | ۶۳٫۹۴               | ۵۲٫۷۹      | ۳۳٫۳۰ |
| بورکینافاسو                                   | ۱۴۰  | ۴۹٫۸۷  | ۴۷٫۹۳               | ۵۴٫۷۴      | ۴۶٫۹۵ |
| پاکستان                                       | ۱۴۱  | ۴۹٫۲۵  | ۵۹٫۴۹               | ۴۶٫۸۸      | ۴۱٫۳۹ |
| موزامبیک                                      | ۱۴۲  | ۴۹٫۰۰  | ۴۶٫۹۳               | ۵۶٫۲۲      | ۴۳٫۸۵ |
| موریتانی                                      | ۱۴۳  | ۴۸٫۹۵  | ۵۶٫۶۳               | ۵۲٫۶۹      | ۳۷٫۵۲ |
| هائیتی                                        | ۱۴۴  | ۴۸٫۷۹  | ۵۰٫۲۱               | ۵۴٫۵۰      | ۴۱٫۶۵ |
| اتیوپی                                        | ۱۴۵  | ۴۸٫۵۹  | ۵۱٫۶۵               | ۵۳٫۳۸      | ۴۰٫۷۴ |
| جیبوتی                                        | ۱۴۶  | ۴۸٫۵۳  | ۵۸٫۱۴               | ۴۵٫۴۳      | ۴۲٫۰۳ |
| سودان                                         | ۱۴۷  | ۴۸٫۵۱  | ۵۹٫۴۴               | ۵۰٫۱۰      | ۳۵٫۹۹ |
| ماداگاسکار                                    | ۱۴۸  | ۴۸٫۴۶  | ۴۳٫۵۴               | ۵۴٫۶۷      | ۴۷٫۱۷ |
| جمهوری کنگو                                   | ۱۴۹  | ۴۸٫۴۵  | ۵۲٫۵۷               | ۵۶٫۲۹      | ۳۶٫۴۸ |
| مالی                                          | ۱۵۰  | ۴۸٫۲۹  | ۵۱٫۹۹               | ۵۱٫۶۹      | ۴۱٫۱۹ |
| آنگولا                                        | ۱۵۱  | ۴۸٫۱۶  | ۵۲٫۶۰               | ۵۲٫۲۰      | ۳۹٫۶۹ |
| گینه بیسائو                                   | ۱۵۲  | ۴۶٫۶۹  | ۴۶٫۷۹               | ۴۷٫۵۰      | ۴۵٫۷۹ |
| پاپوآ گینه نو                                 | ۱۵۳  | ۴۴٫۹۱  | ۴۳٫۱۶               | ۴۴٫۳۴      | ۴۷٫۲۳ |
| گینه                                          | ۱۵۴  | ۴۳٫۴۱  | ۴۴٫۶۱               | ۵۲٫۸۸      | ۳۲٫۷۶ |
| افغانستان                                     | ۱۵۵  | ۴۲٫۲۹  | ۵۲٫۹۰               | ۳۹٫۵۰      | ۳۴٫۴۷ |
| جمهوری دموکراتیک کنگو                         | ۱۵۶  | ۴۲٫۲۵  | ۴۱٫۳۰               | ۵۲٫۲۱      | ۳۳٫۲۳ |
| نیجر                                          | ۱۵۷  | ۴۲٫۲۱  | ۴۲٫۲۰               | ۴۲٫۸۱      | ۴۱٫۶۳ |
| بوروندی                                       | ۱۵۸  | ۴۱٫۲۰  | ۴۰٫۳۳               | ۵۰٫۰۸      | ۳۳٫۲۱ |
| سومالی                                        | ۱۵۹  | ۳۵٫۵۸  | ۳۶٫۸۷               | ۴۳٫۹۸      | ۲۵٫۹۰ |
| اریتره                                        | ۱۶۰  | ۳۵٫۲۰  | ۴۳٫۰۳               | ۳۸٫۴۲      | ۲۴٫۱۶ |
| جمهوری آفریقای مرکزی                          | ۱۶۱  | ۳۱٫۶۲  | ۲۱٫۳۱               | ۳۸٫۶۸      | ۳۴٫۸۵ |
| چاد                                           | ۱۶۲  | ۳۱٫۲۹  | ۳۰٫۸۷               | ۳۷٫۸۹      | ۲۵٫۱۰ |
| سودان جنوبی                                   | ۱۶۳  | ۳۱٫۰۶  | ۳۵٫۷۴               | ۳۶٫۶۹      | ۲۰٫۷۳ |

رتبه‌بندی کشورها از لحاظ شاخص پیشرفت اجتماعی در ویکی‌پدیا انگلیسی: https://en.wikipedia.org/wiki/Social_Progress_Index
انتقادات
معیار اندازه‌گیری حکمرانی خوب این شاخص به دلیل استفاده از داده‌های مغرضانه در برابر جنوب جهانی مورد انتقاد قرار گرفته است و برخی از منتقدان خاطرنشان کرده‌اند که بسیاری از معیارها براساس ارزش‌های اروپایی است. همچنین بحث در مورد ارتباط یا دقت بسیاری از اندازه‌گیری‌ها برای برابری جنسیتی وجود دارد. یک نظرسنجی در سال ۲۰۱۶ از کاربران آنلاین در حال مشاهده وب سایت SPI نشان داد که به عنوان یکی از معایب این شاخص، ۳۴٪ از پاسخ دهندگان داده‌ها را ناقص و / یا نادرست می‌دانند، در درجه اول اشاره به خطرات زیست‌محیطی، استفاده از انرژی، مسائل خاص بهداشتی، در دسترس بودن و کیفیت شغلی، درآمد نابرابری، نابرابری جنسیتی، و فساد به عنوان زمینه‌هایی که به اندازه کافی مورد توجه قرار نگرفته‌اند.
به نظر می‌رسد از نقطه نظر اقتصادسنجی، شاخص مشابه سایر تلاش‌ها با هدف غلبه بر محدودیت اقدامات اقتصادی سنتی مانند تولید ناخالص داخلی (تولید ناخالص داخلی) باشد. یک انتقاد قابل توجه این است که اگرچه شاخص پیشرفت اجتماعی را می‌توان به عنوان یک مجموعه بزرگ از شاخص‌های مورد استفاده در مدل‌های اقتصادسنجی قبلی مانند شاخص بهزیستی ناخالص ملی، شاخص خوشبختی ناخالص ملی بوتان در سال ۲۰۱۲ و گزارش شادی جهانی در سال ۲۰۱۲، برخلاف آنها مشاهده کرد. اقدامات رضایت ذهنی از زندگی و بهزیستی روانشناختی را نادیده می‌گیرد. منتقدان دیگر اشاره می‌کنند که «ابعاد خاصی باقی مانده است که در حال حاضر در SPI وجود ندارد. این موارد عبارتند از: تمرکز ثروت در ۱ درصد بالای جمعیت، کارایی سیستم قضایی و کیفیت زیرساخت‌های حمل و نقل.»